# 雨宮 (企業)
株式会社雨宮（あめみや）は、愛知県名古屋市北区城東町に本社を置くシロアリ駆除などを行う建物サービス業。

## 沿革
- 1968年（昭和43年）2月 - 名古屋市北区上飯田において創業[3]。
- 1975年（昭和50年）1月 - 法人化[1]。
- 1982年（昭和57年）9月 - 株式会社雨宮ホームサービスを設立し、リフォーム事業を開始する[3]。
- 2015年（平成27年）4月8日[4] - YouTubeにおいて「鳩に困ったら雨宮」と題する動画を公開した[5]。制作者はAC部[5]。

## 営業拠点
- 名古屋本社（名古屋市北区城東町）[6]
- 南営業所（名古屋市緑区徳重）[6]
- 岡崎営業所（愛知県岡崎市葵町）[6]
- 豊橋営業所（愛知県豊橋市牛川町）[6]
- 一宮営業所（愛知県一宮市三ツ井）[6]
- 岐阜本社（岐阜県岐阜市六条大溝）[6]
- 多治見営業所（岐阜県多治見市池田町）[6]
- 津営業所（三重県津市藤方）[6]
- 四日市営業所（三重県四日市市ときわ）[6]

## 関連企業
- 株式会社雨宮ホームサービス[3]
- 株式会社アーミー商会[3]